# Piper recuperatum
Piper recuperatum är en pepparväxtart som beskrevs av William Trelease. Piper recuperatum ingår i släktet Piper och familjen pepparväxter. Inga underarter finns listade i Catalogue of Life.